# Martí Soler Vinyes
Martí Vilanova Soler Vinyes (Gavá, Barcelona, 30 de julio de 1934 - Ciudad de México, 9 de diciembre de 2018) fue un poeta, traductor y editor español afincado en México.

## Biografía
En 1947, y tras pasar por Francia, marchó a México con sus padres huyendo de la España de la posguerra civil. Estudió arquitectura en la UNAM, pero tuvo que abandonar la carrera por no poder costearse los estudios. Entonces estudió tipografía con A.A.M. Stols, enviado como asesor por la UNESCO. Se había ya iniciado en ese arte con su padre, quien laboraba en los Talleres Gráficos de la Nación y a quien, a los quince años, ayudó a corregir pruebas de la primera edición del Canto general de Pablo Neruda. De 1959 a 1965 laboró en la editorial nacional Fondo de Cultura Económica (FCE) y en 1965 fue uno de los fundadores de Siglo XXI Editores, de la que fue subdirector general y gerente editorial. En 1963 se casó con Elsa Cecilia Frost. Desde 1979 fue profesor de tipografía en la Universidad Iberoamericana y capacitador en la Secretaría de Trabajo y Previsión Social. En 1995, junto con sus hijos Jaime y Pablo Soler Frost, fundó la editorial familiar Libros del Umbral, que publicó, entre otras obras literarias sus traducciones de poesía catalana. 
En 2003 regresó a FCE para actualizar el catálogo histórico de esta editorial y publicar digitalmente la historia de la editorial. Como poeta, su temática es predominantemente social y en lengua castellana y catalana. Su obra más conocida es Variaciones de voz y cuerpo, sobre la vida cotidiana, el amor y la naturaleza. En La casa del éxodo trata el tema de los emigrados. También trabajó en las publicaciones Orfeón Catalán como director y en las revistas Pont Blau (secretario), Boletín del Instituto Iberoamericano del Libro, Cuadernos del Viento, Diálogos, Plural, Gaceta del Fondo de Cultura Económica (colaborador). Igualmente, en los suplementos El Gallo Ilustrado y Sábado, entre muchos otros. En 2006 fue condecorado con la Orden mexicana del Águila Azteca. Aprendió de editores como Arnaldo Orfila Reynal, Joaquín Díez-Canedo y el poeta Alí Chumacero. Además impartió clases en instituciones como El Colegio de México, la Universidad de Guadalajara (donde creó la maestría en Edición), la Universidad Autónoma Metropolitana y el Instituto Nacional de Bellas Artes.
Editó las Obras completas de Francisco Hernández en la UNAM; el libro Nueva crónica y buen gobierno de Felipe Guamán Poma de Ayala en Siglo XXI y la edición del Códice Borgia para el FCE.

## Obras
- Tiempo de espera, 1952.
- Antología poética
- Variaciones de voz y cuerpo (México, FCE, 2014)
- La casa del éxodo: los exiliados y su obra en la Casa de España y en el Colegio de México, 1938-1947, 1999.